# کازو وان
| 
کازو وان (انگلیسی: Kazu I)، یک قایق توریستی ۱۹ تنی بود که در نزدیکی هوکایدو ژاپن در حال حرکت در اطراف شبه جزیره شیره توکو بود. این قایق توسط کشتی تفریحی شیره‌توکو
(知床遊覧船، Shiretoko Yūransen) اداره می‌شد. شبه جزیره شیره‌توکو، که در سال ۲۰۰۵ به عنوان میراث جهانی معرفی شد، مقصد محبوبی برای مشاهده رانه‌یخ و حیوانات نادر است.
این قایق در ۲۳ آوریل ۲۰۲۲ با ۲۶ سرنشین غرق شد. جسد چهارده با دوازده مفقود پیدا شده است. تا ۲۰ آوریل ۲۰۲۳، ۲۰ جسد پیدا شده بود، ۶ نفر هنوز مفقود هستند. هیچ جسدی از اوت ۲۰۲۲ پیدا نشده است. هیچ بازمانده ای پیدا نشد.